# Washington (Vermont)
Washington est un village du Vermont, aux États-Unis. 

## Démographie
|  | Barre (Vermont)   |
|  | Washington        |
|  | Chelsea (Vermont) |